# NGC 2946
NGC 2946 је спирална галаксија у сазвежђу Лав која се налази на NGC листи објеката дубоког неба.
Деклинација објекта је + 17° 1' 32" а ректасцензија 9h 39m 1,6s. Привидна величина (магнитуда) објекта NGC 2946 износи 14,0 а фотографска магнитуда 14,8. NGC 2946 је још познат и под ознакама UGC 5143, MCG 3-25-13, CGCG 92-20, IRAS 09362+1715, PGC 27521.